# Apis mellifera
L'ape europea o ape occidentale (Apis mellifera Linnaeus, 1758) è la specie del genere Apis più diffusa nel mondo.
Si crede che tale specie abbia avuto origine in Africa o in Asia e che si diffuse attraverso l'Africa, il Medio Oriente e l'Europa. Gli esseri umani hanno esteso il loro areale, introducendo sottospecie europee in Nord America (primi anni del XVII secolo), in Sud America, Australia, Nuova Zelanda e in Asia orientale. Attualmente si trova in ogni continente eccetto l'Antartide.
Dopo aver scelto il nome Apis mellifera ("portatrice di miele") nel 1758, Linneo propose nel 1761 il più tecnicamente corretto Apis mellifica ("produttrice di miele"), nome ancora usato da alcuni autori.

## Biologia
L'ape domestica costituisce la società animale più studiata e ammirata. È una società matriarcale, monoginica e pluriannuale, formata da numerosi individui appartenenti a tre caste, tutte alate.
Di norma in un alveare vivono una regina, unica femmina fertile, 40 000 – 100 000 operaie, femmine sterili destinate al mantenimento e alla difesa della colonia e, tra aprile e luglio (in Europa), da 500 a 2000 maschi (detti anche fuchi o pecchioni), questi ultimi destinati esclusivamente alla riproduzione. La specie è polimorfica perché le tre caste hanno conformazioni morfologiche diverse tra loro.

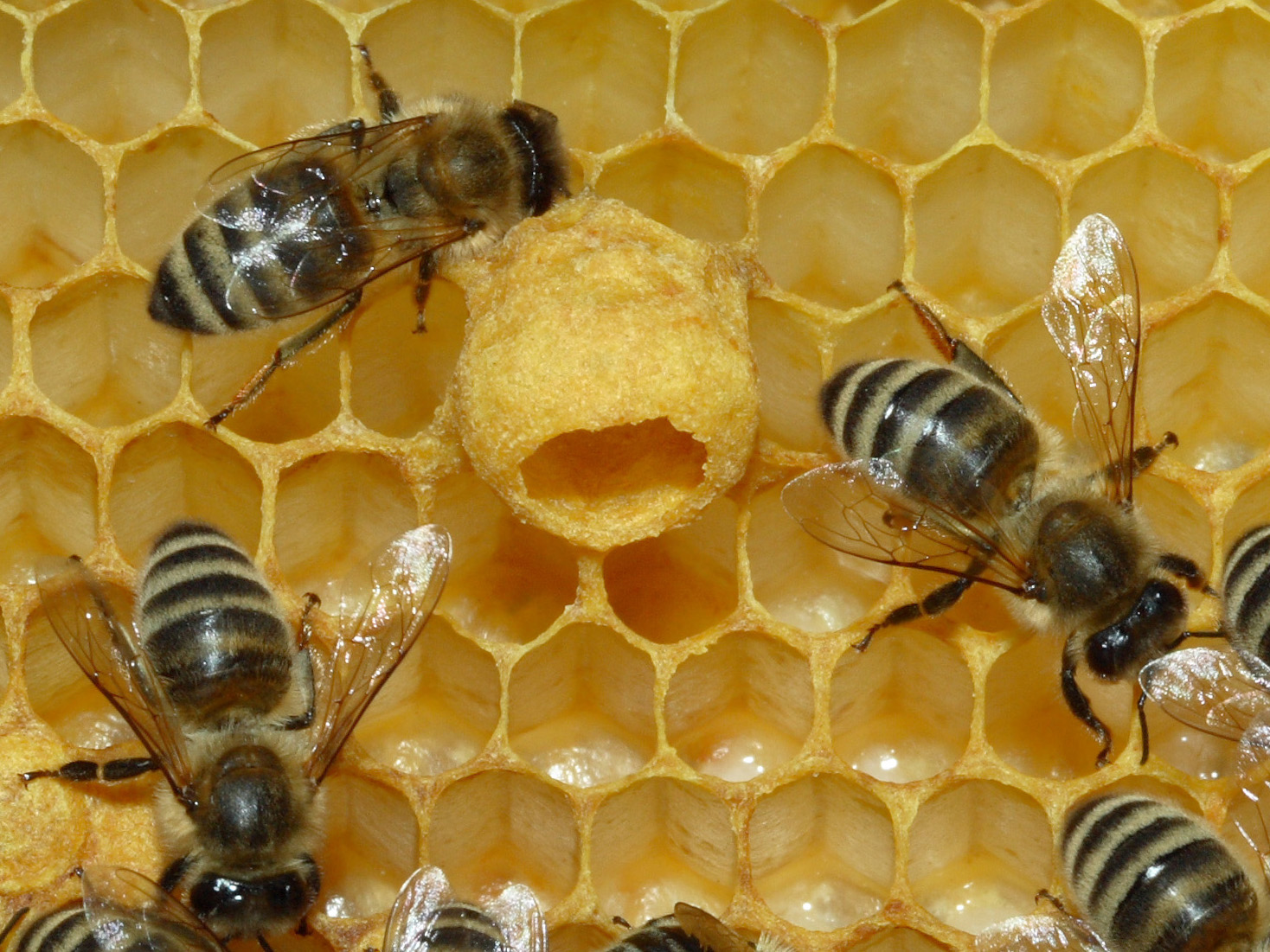
Api all'interno di alveare; la cella grande è una cella reale. Lì può essere allevata la regina.

La regina, straordinariamente prolifica, ha il compito di deporre le uova e di assicurare la coesione della colonia; essa è la prima a sfarfallare fra le regine allevate dalla famiglia, è più grande delle operaie e dei fuchi e provvista di un aculeo o pungiglione, che usa quasi esclusivamente per uccidere le regine rivali, sue sorelle, pronte dopo di lei allo sfarfallamento. A differenza delle operaie, essa è priva dell'apparato per la raccolta del polline, delle ghiandole faringee e delle ghiandole ceripare. La regina può vivere anche 4 o 5 anni. In relazione alla sua intensissima attività riproduttiva ha un metabolismo più elevato di quello delle operaie e ha i corpora cardiaca più sviluppati, mentre i corpora allata sono meno sviluppati che nelle operaie.
I maschi hanno soltanto il compito di fecondare le nuove regine; essi sono più grandi delle operaie ma più piccoli della regina; hanno la ligula molto più corta di quella delle operaie e perciò sono incapaci di succhiare il nettare dai fiori e privi dell'aculeo, dell'apparato di raccolta del polline, delle ghiandole faringee e delle ghiandole ceripare.
Le operaie costituiscono una casta monomorfa e omogenetica, che ripartisce le varie attività sociali secondo le classi di età, cui corrispondono cicli di sviluppo e di regressione di alcune ghiandole esocrine. La vita media di un'operaia (da immagine) è intorno ai 30 – 45 giorni; è più lunga se l'ape nasce in autunno e perciò destinata allo svernamento.
La regina è dotata di 150-180 ovarioli e di una spermateca; è distinguibile, appunto, per l'addome più voluminoso. Le operaie sono dotate di 2-12 ovarioli e di una spermateca rudimentale. Esse presentano caratteri morfo-fisiologici dei quali alcuni (per esempio il numero di ovarioli) sono indotti o inibiti dalla regina stessa mediante l'azione di feromoni; altri caratteri sono indotti dal tipo di alimentazione ricevuta nello stadio larvale (es. maggiore sviluppo dei denti dell'aculeo, maggiore lunghezza della ligula, presenza nelle zampe di strutture per la raccolta del polline, presenza delle ghiandole della cera, etc.) sulla cui estrinsecazione agiscono sostanze chimiche “rivelatrici” sui tratti cromosomici che li contengono codificati secondo i meccanismi oggi noti dell'epigenetica.
Per lo sviluppo dei centri di coordinazione cerebrali (corpi peduncolati), le operaie si rivelano capaci di prestazioni straordinarie, quali la possibilità di trasmettersi informazioni con una sorta di linguaggio simbolico. Esse svolgono, inoltre, compiti diversi in ordinata successione dei ruoli a seconda dell'età. Il primo compito della giovane operaia che sfarfalla dalla cella in cui si è sviluppata, è quello di ripulire e levigare le celle di nuova costruzione o quelle che devono essere riutilizzate, nelle quali la regina, sebbene fecondata una sola volta nella vita, depone incessantemente le uova (da 100 fino a 3000 al giorno). Poi, diventata capace di produrre la "pappa reale" (per lo sviluppo delle ghiandole sopra-cerebrali che la secernono), l'ape operaia passa ad alimentare le larve. Allo scadere della seconda settimana, non producendo più alimento, bensì cera (per regressione delle ghiandole sopracerebrali e sviluppo delle ghiandole cerigene), passa a costruire favi. Quindi passa all'esterno dell'alveare, prima per la sola difesa, poi per l'importante compito di bottinatrice, ossia di raccoglitrice di: nettare, polline, propoli e acqua . In questa veste, essa è in grado di trasmettere precise informazioni alle compagne sulla esatta ubicazione di una sorgente di cibo, anche molto distante (fino a un massimo stimato in 3 chilometri), comunicando dati sui rapporti di posizione tra campo fiorito, alveare e sole. La sua abilità di percepire luce polarizzata le consente di individuare la posizione del sole, anche se questo è coperto da nubi, purché sia visibile un'area di cielo sereno. Alla fine di poco più di un mese riprende mansioni casalinghe (ventilazione e riscaldamento del nido, sua pulizia e difesa, etc.), fino a che, sentendo vicina la fine, si allontana dalla comunità e muore lontano da essa per non contaminare l'alveare con il suo cadavere. Nelle operaie l'ovopositore si trasforma in un'efficientissima arma, il pungiglione, dotata di autonomia e di automatismi tali da assicurare il massimo delle possibilità offensive.

### Alimentazione
Le api si nutrono raccogliendo polline e nettare dai fiori. A questo scopo l'apparato boccale delle operaie comprende una proboscide (o ligula) in grado di succhiare il nettare.

### Riproduzione

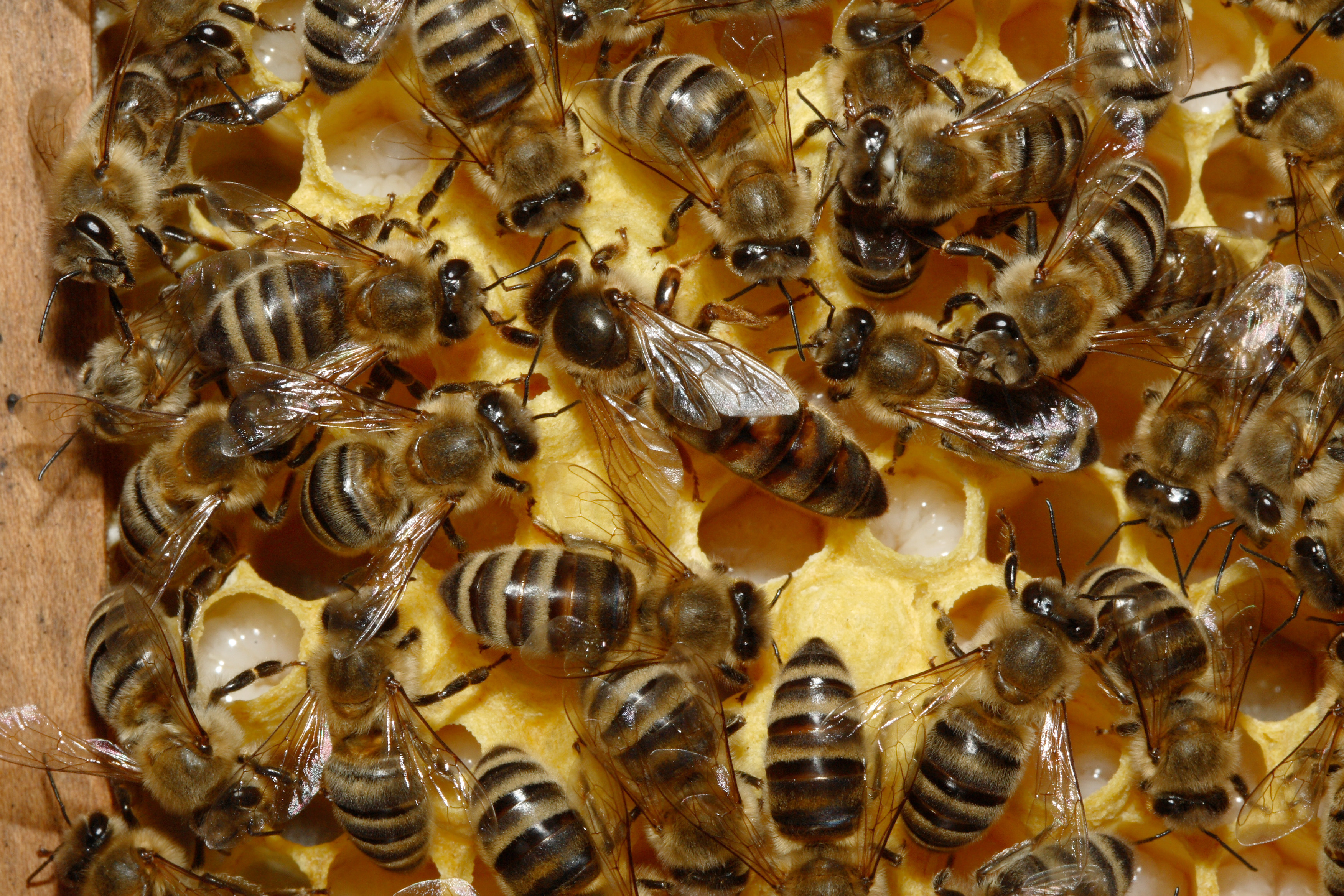
Regina e operaie

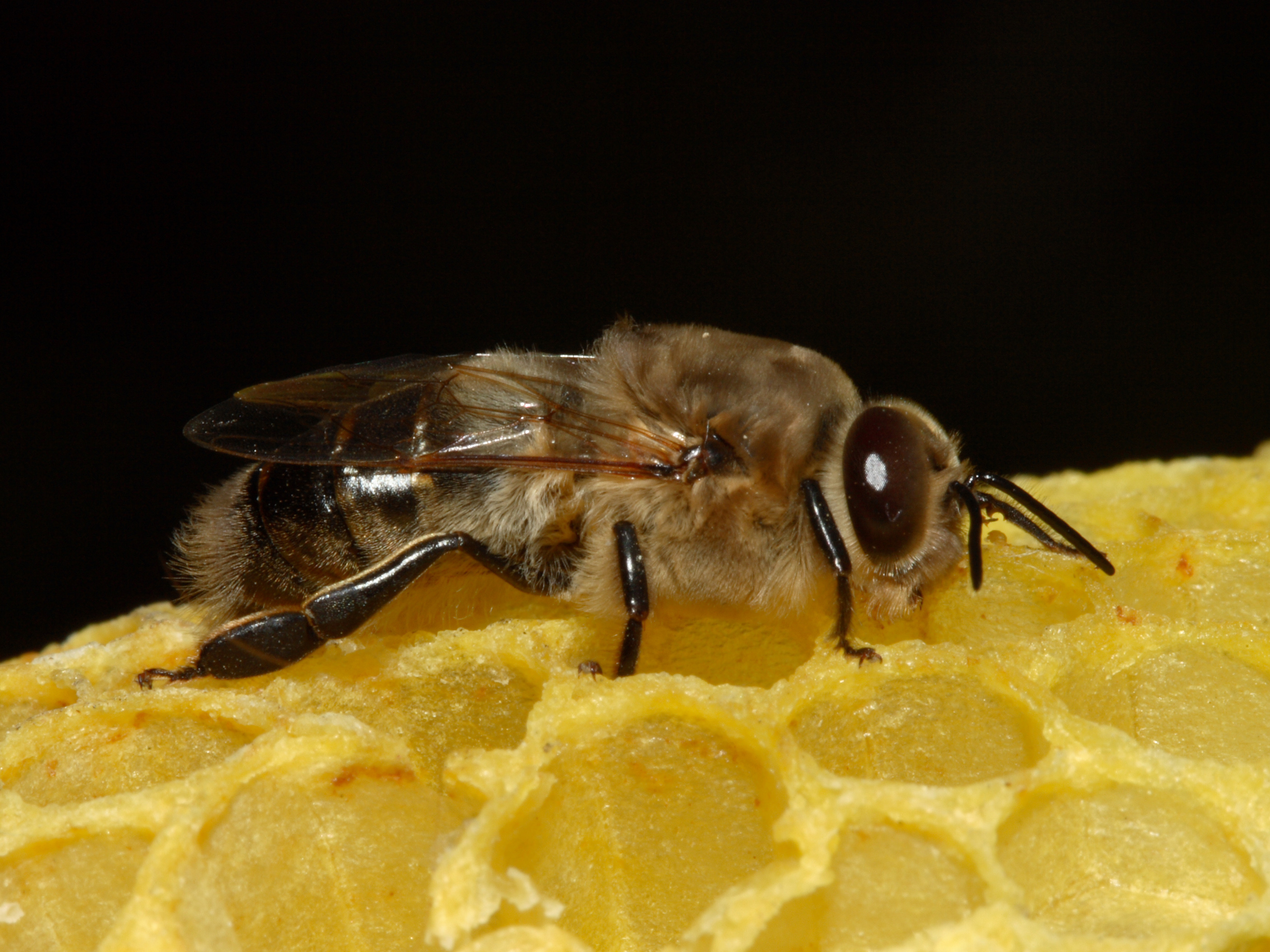
Maschio

L'apparato riproduttore è vestigiale nelle operaie, ma altamente sviluppato nella regina. Generalmente 6-12 giorni dopo lo sfarfallamento (non oltre 3-4 settimane), una giovane regina si accoppia con parecchi fuchi (mediamente 8) nel corso dei voli nuziali, in cui ciascun maschio, attratto ed eccitato dal movimento della femmina e dai feromoni sessuali che si diffondono dal suo corpo, immette i propri spermi nelle sue vie genitali. Gli organi copulatori del maschio vengono poi strappati per rimanere nella borsa copulatrice della femmina (costituendo il cosiddetto segno di fecondazione) finché le operaie non li estraggono dopo che essa è ritornata all'alveare. Gli spermi così ricevuti nella sua spermateca devono servire per tutte le uova fecondate che essa deporrà in seguito. I suoi ovarioli si ingrossano fino a riempire il lungo addome e, dopo 1-2 giorni, essa comincia a ovideporre.

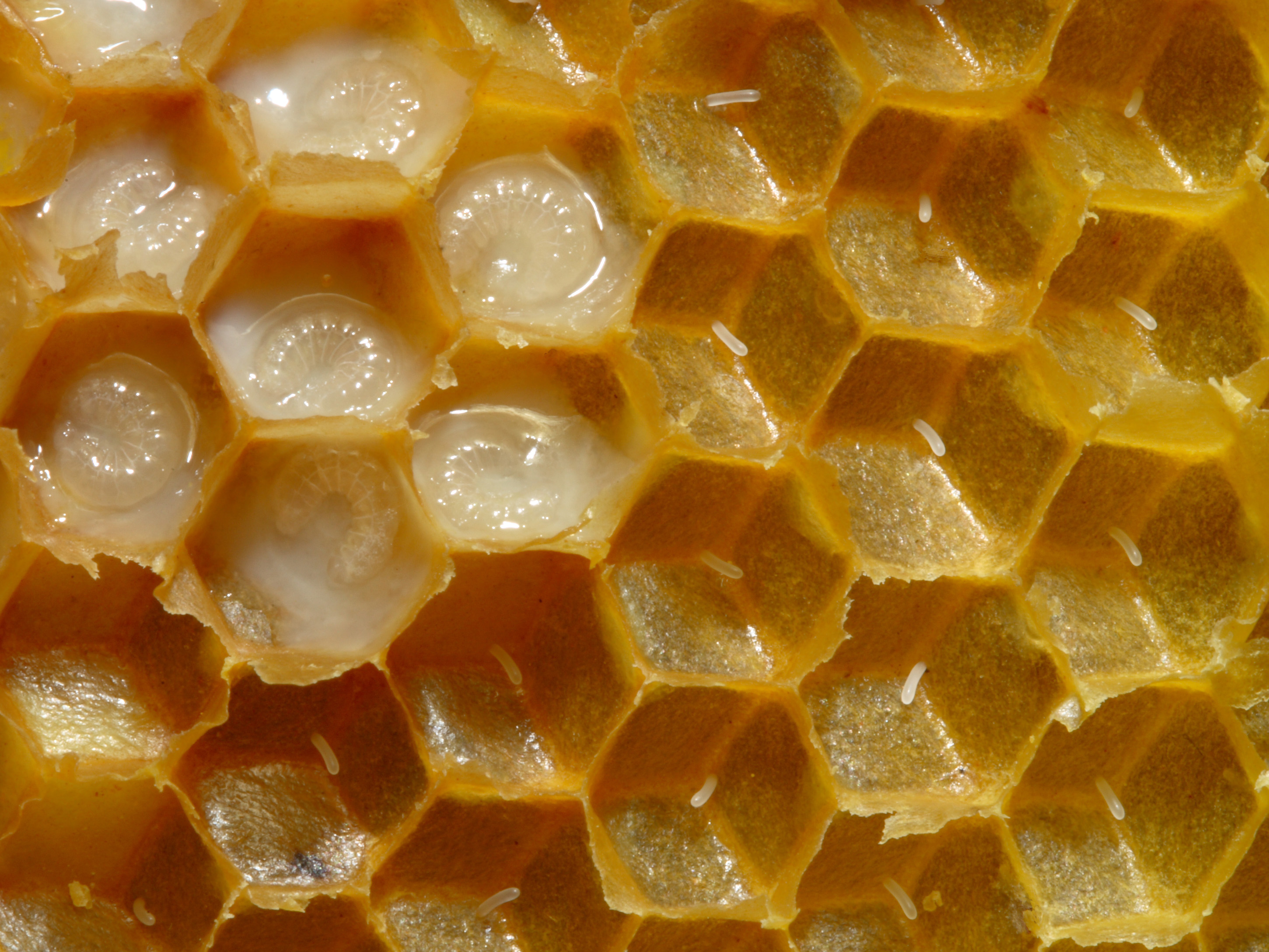
Uova e larve

La regina ha la facoltà di controllare il processo di fecondazione. Le uova non fecondate (o partenogenetiche o vergini) producono fuchi, geneticamente aploidi, con 16 cromosomi (partenogenesi arrenotoca, che dà origine solamente a individui di sesso maschile), mentre le uova fecondate producono, per eterozigosi degli alleli sessuali, femmine diploidi, con 32 cromosomi. Eventuali maschi diploidi, prodottisi per omozigosi, vengono riconosciuti nel primo stadio larvale dalle nutrici, che li eliminano.
Nel periodo in cui il raccolto di nettare è abbondante, una regina arriva a deporre fino a 2000-3000 uova al giorno, attaccando ciascun uovo sul fondo di una cella. L'uovo si schiude dopo circa 3 giorni dalla deposizione e ne emerge una minuscola larva vermiforme, apoda e anoftalma (priva di occhi composti). Le larve dei maschi restano aploidi solo nel primo stadio mentre prima della muta la maggioranza delle cellule diviene diploide; aploidi restano solo, oltre alle cellule germinali, anche le cellule che daranno origine all'intestino, ai tubi malpighiani, ecc.

### Allevamento

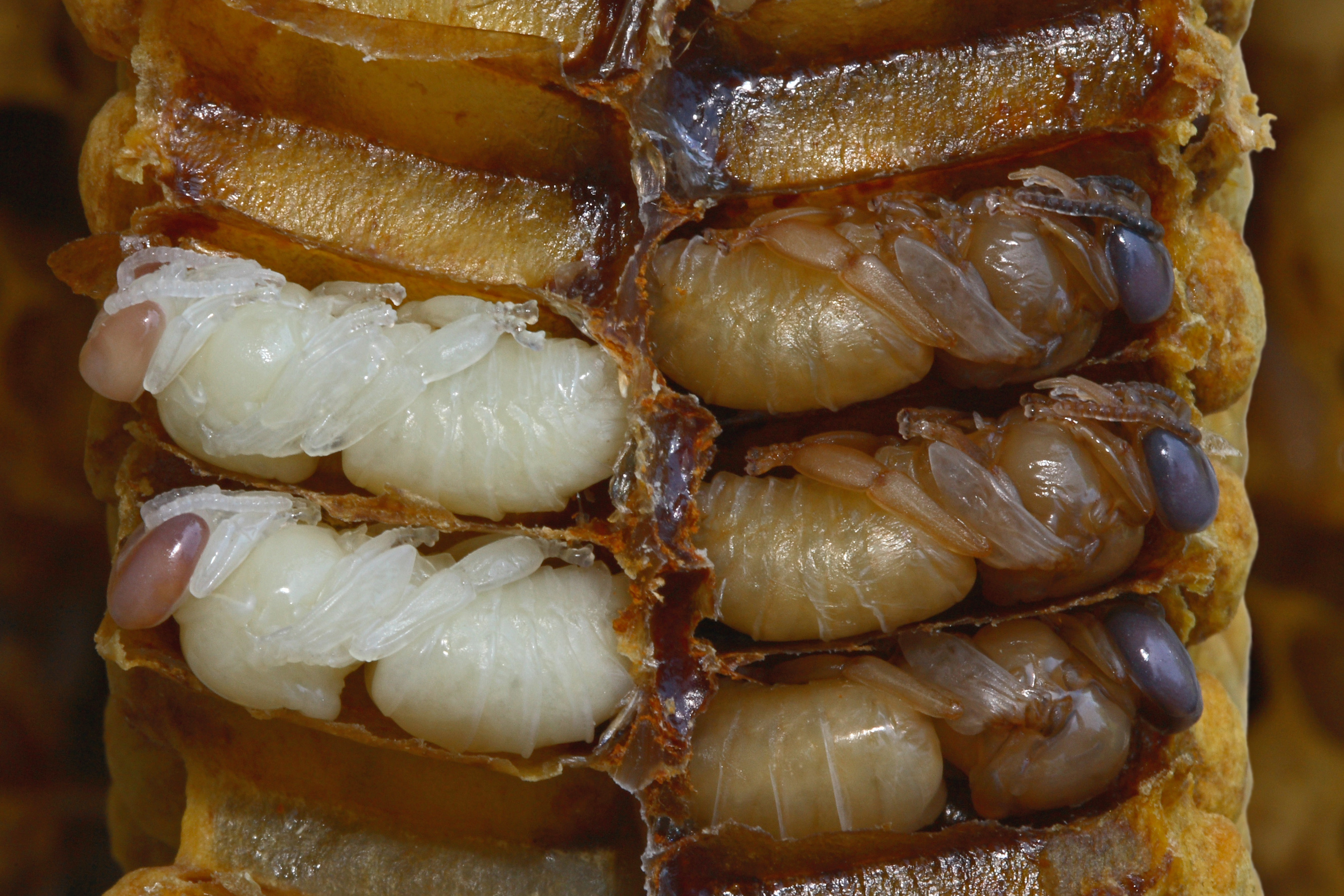
Pupe di maschi

Per due giorni tutte le larve vengono alimentate con la pappa reale, dopodiché le larve dei fuchi e delle operaie ricevono principalmente miele e polline, mentre le larve delle regine continuano a essere nutrite con pappa reale.
Ciascuna larva, accrescendosi, subisce 5 mute; quindi la sua cella viene chiusa con un opercolo di cera e la larva racchiusa all'interno si tesse un sottile bozzolo nel quale si impupa. La pupa subisce una metamorfosi completa, e infine taglia l'opercolo della cella con le proprie mandibole per sfarfallare come giovane ape. Il tempo di sviluppo per ciascuna casta è standardizzato, grazie alla termoregolazione nell'alveare:
| Tipo    | Cromosomi | Uovo | Larva | Pupa | Totale giorni prima della schiusa |
| ------- | --------- | ---- | ----- | ---- | --------------------------------- |
| Regina  | 2n        | 3    | 5,5   | 7,5  | 16                                |
| Operaia | 2n        | 3    | 6     | 12   | 21                                |
| Fuco    | n         | 3    | 6,5   | 14,5 | 24                                |

Le larve destinate a formare le future regine si impupano dopo 15-16 giorni di vita; quelle che sono destinate e diventare operaie subiscono la prima metamorfosi a circa 21 giorni, mentre i maschi non si impupano prima di avere raggiunto i 24 giorni di vita.
Dalla larva, eucefala (con capo evidente) e apoda (priva di zampe), si produce una pupa adectica (cioè quasi del tutto immobile), exarata (munita di appendici libere e distaccabili) ed evoica (chiusa in bozzolo). Tutti vivono allo stadio di pupa per un periodo che è diverso per ciascuna casta, quindi si trasformano in adulti ed escono dalla loro cella.
La regina compie il volo nuziale a 5-6 giorni dallo sfarfallamento e, dopo pochi giorni, comincia a deporre le uova in numero maggiore in primavera ed estate e nelle giornate più calde. Solo durante l'inverno essa sospende la deposizione, tranne in paesi dove la stagione invernale è contrassegnata da un clima particolarmente temperato.
La regina abitualmente feconda tutte le uova, in modo che da esse nascano solo operaie. Solo in primavera non ne feconda un certo numero, in modo che nascano i maschi; questi sono destinati a vivere solo fino al giorno dell'accoppiamento. Nello stesso periodo la regina depone, nelle celle reali (più grandi), anche le uova destinate a formare altre regine.

### Sciamatura
Con la deposizione delle uova aploidi e di quelle diploidi nelle celle reali, la regina indica alle operaie che è prossimo il momento in cui una parte della popolazione dell'alveare deve essere pronta alla sciamatura, ovvero la fondazione di una nuova colonia e indica alle operaie che restano che ci saranno presto larve da nutrire.
La vecchia regina cessa di produrre uova e, quando stanno per schiudersi le celle reali, cominciano anche i preparativi per la sciamatura; le api che sciameranno si caricano del miele occorrente per 5 o 6 giorni: questa scorta è indispensabile per sostenere la iperalimentazione per la prima produzione di cera, in quanto le ghiandole ceripare si riattivano al fine di consentire l'inizio della costruzione dei nuovi favi. Le api in sciamatura prendono con sé anche una certa quantità di propoli. Infine la vecchia regina raduna una parte del suo popolo e va a fondare un altro alveare.
Poco prima che la vecchia regina, seguita da uno sciame di parecchie migliaia di api operaie, lasci l'alveare, le bottinatrici diventano pigre e cessano di portare il nettare. Alcune di esse passano il tempo esplorando i dintorni in cerca di possibili luoghi per un nuovo nido. Qualche giorno dopo la regina conduce fuori lo sciame e questo si sistema in un bivacco temporaneo, dove forma il caratteristico grappolo (o glomere) sul ramo di un albero, su una sporgenza di una roccia, ecc.
Gli sciami delle api fissati a grappolo a un supporto, nel loro interno sono radi e occupati da catene ramificate di api che vengono reciprocamente a contatto in diversi punti, e sulle quali le altre api corrono in tutte le direzioni. Esternamente le api formano con i loro corpi come un rivestimento denso ed elastico a cui si attaccano, internamente, le catene e che presenta una sola interruzione, "l'apertura di volo", che è la via per la quale le operaie escono ed entrano nel grappolo. La distribuzione delle api nel grappolo avviene secondo l'età: quelle che si trovano al centro sono le "operaie di casa", aventi cioè non più di 19 giorni di vita; quelle insediate vicino all'apertura superano generalmente i 20 giorni; quelle della copertura oscillano tra i 19 e i 25 e cambiano continuamente di posto (in dieci minuti i 2/3 si sono spostati). Dai grappoli partono le esploratrici in cerca di un ricovero dove costruire il nuovo alveare.
Le api esploratrici costituiscono una sorta di "comitato" per consigliare le emigranti sui possibili nuovi luoghi per abitare. Le esploratrici cominciano a danzare al di sopra dello sciame: ciascuna indica la direzione e la distanza del suo sito preferito e la sua valutazione della qualità del luogo con l'enfasi che mette nella danza. Altre api sono reclutate e visitano il luogo; poi trasmette il proprio giudizio, al ritorno, agli altri membri dello sciame. Le informazioni sono così precise che Lindauer fu in grado di interpretare il significato delle danze e di precederle nel luogo prescelto.

### Fecondazione
Appena sfarfalla, la nuova regina è presa da una frenesia ed emette un singolare ronzio (un "trillo territoriale" di 1,5 – 2 kHz, registrabile anche fuori dell'arnia) ottenuto sia per vibrazione alare e/o toracica, sia per emissione di aria dagli stigmi; dopodiché si avvicina alle celle delle altre sue sorelle e, una dopo l'altra, le uccide tutte. Allora cessa il ronzio, si porta all'ingresso dell'alveare e inizia il volo nuziale.
Essa si innalza a grandi altezze, seguita dalla folla dei fuchi, il più possente dei quali la raggiunge e ha luogo, in volo, il primo accoppiamento. La copula comporta l'inevitabile morte del maschio, poiché i suoi organi genitali restano infissi nel corpo della femmina ed esso deve strapparli per allontanarsi. La regina si accoppia con altri fuchi (8-9 circa) per poi planare sull'alveare, dando alle operaie, in tal modo, un segnale in seguito al quale esse assalgono e uccidono con il loro pungiglione i fuchi che non si sono accoppiati; nessuno di essi si salva perché i pochi superstiti non sanno nutrirsi da sé, essendo stati nutriti sempre dalle operaie per trofallassi oro-orale e perché il loro apparato boccale di suzione è più corto di quello delle operaie e non potrebbero succhiare il nettare. Questa lotta non costa alcuna vittima tra le operaie, sia perché i fuchi non hanno alcun mezzo di difesa (sono maschi, quindi privi di ovopositore, cioè di pungiglione), sia perché possono agevolmente ritirare il loro pungiglione (diversamente da quanto avviene se l'ape punge un vertebrato). Talvolta, però, in caso di sovraffollamento della colonia, le operaie impediscono alla nuova regina di uccidere le sorelle e allora anche un'ulteriore nuova regina sciama (risciami). La prima ape regina e la nuova ape devono lottare fino alla morte di una delle due (grazie al pungiglione), altrimenti la nuova ape regina sarà costretta ad andarsene.

### Identificazione
Le api imparano a distinguere i segnali identificativi dei loro simili, effettuando un'auto-ispezione atta a riconoscere il proprio odore e associarlo a quello delle loro sorelle. In alcuni casi, all'ingresso di ogni colonia è presente un'ape operaia vigilante che indaga tramite l'olfatto per concedere o meno l'accesso alla visitatrice.

## Morfologia

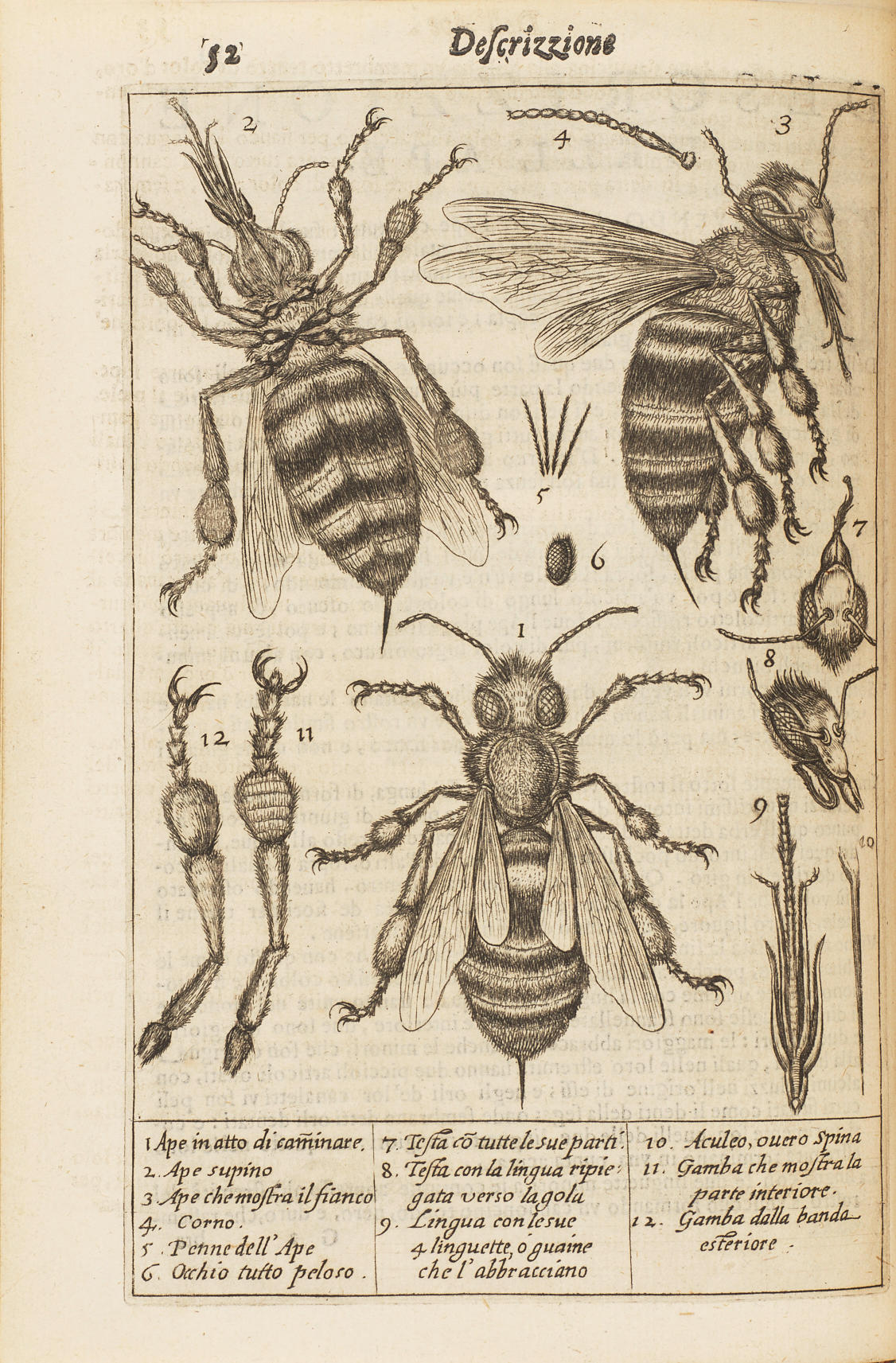
Tavola morfologica di A. mellifera (STELLUTI, 1630)

### Antenne
Nell'ape, ciascuna antenna (breve, filiforme e genicolata) è costituita da un articolo basale o scapo, seguito da un articolo più breve detto pedicello e da una porzione distale, o flagello, quest'ultimo composto da 11 articoli nelle femmine e di 12 nei maschi. Il flagello contiene numerose fossette olfattive che conferiscono all'ape un acuto senso dell'olfatto; esse sono in numero di 1600 nell'antenna della regina, 2400 in quella di un'operaia e 1000 in quella di un fuco e sono frammiste a numerosi peli tattili, in numero di circa 7000 sull'antenna dell'operaia e di 1000 su quella del fuco. Lo scapo si articola con il capo entro una fossetta, detta torulo, attraverso la quale giungono fino all'apice antennale liquidi e tessuti di provenienza interna (nervi, trachee, emolinfa, ecc.).

### Apparato boccale
L'apparato boccale tipico degli insetti era in origine masticatore, quale si ritrova ancora negli Ortotteri, Coleotteri, ecc. Gli adattamenti dovuti ai regimi alimentari hanno però determinato negli insetti radicali trasformazioni. Nell'ape, i pezzi originari si sono trasformati costituendo un apparato boccale lambente e succhiante. Il complesso maxillo-facciale si piega tra cardini e stipiti e si sposta un po' all'indietro sotto il cranio, costituendo un canale temporaneo per suggere il nettare. L'organo aspirante, lungo e flessibile, è formato dalle glosse labiali; per mezzo di questo le api raccolgono il nettare e manipolano il miele nell'arnia. I lati di questa ligula sono ripiegati verso l'interno e verso il basso, fino quasi a incontrarsi, per formare un tubo racchiuso dalle mascelle e dai palpi labiali. Il labium (labbro inferiore) è provvisto di palpi assai sviluppati e 4-articolati (con il primo articolo molto allungato e piuttosto largo, il secondo più corto, gli ultimi molto brevi) e di una ligula (o glossa o lingua) lunga (in estensione misura 5,5–7 mm), cilindrica, densamente pelosa, flessibile e contrattile, percorsa da un solco ventrale (canale ligulare) e terminante con un'espansione a cucchiaio (labello o flabello). Le galee mascellari e i palpi labiali, accostandosi alla ligula formano un tubo o proboscide, delimitante un canale di suzione che permette all'ape di succhiare il nettare liquido mediante l'azione aspirante del cibario (porzione della cavità boccale anteriore alla faringe) e della faringe (pompa cibario-faringea), convogliandolo nella grande ingluvie (o borsa o borsetta melaria o stomaco mellifico), un sacco a parete estensibile costituito da una dilatazione dell'esofago, dove il nettare subisce una prima trasformazione chimico-fisica che lo converte in miele.
Alla base della faccia interna delle mandibole sboccano 2 ghiandole mandibolari; nelle operaie esse producono una frazione della gelatina o pappa reale e sono funzionali in relazione alla lavorazione della cera; nei fuchi sono ridotte a una piccola masserella; nella regina sono molto sviluppate e producono il feromone di coesione della colonia (miscela degli acidi 9-ossodeca-trans-2-enoico e 9-idrossi-2-enoico che ha la funzione di far identificare la regina come tale all'interno e fuori dell'alveare, di inibire lo sviluppo dei loro ovarìoli e di impedire la costruzione di celle reali).
Quando il livello di questo feromone nella colonia scende al disotto di un certo valore (per la morte o l'invecchiamento della regina o per un eccessivo aumento della popolazione), l'inibizione cessa e le operaie cominciano a costruire celle reali in cui allevare nuove regine o, eccezionalmente, sviluppano ovarioli funzionali (operaie ovificatrici) e depongono uova partenogenetiche maschili.
Sulla superficie dorsale del labbro inferiore sboccano le ghiandole labiali o salivari, presenti in tutte e tre le caste e costituite da due distinti sistemi ghiandolari: le ghiandole postcerebrali, situate contro la parete posteriore del capo e le ghiandole toraciche, situate nella porzione ventrale anteriore del torace; il loro secreto ha funzioni non ancora del tutto chiarite, una delle quali è probabilmente quella di sciogliere le sostanze zuccherine presenti nell'alimento facilitandone così la suzione.

### Zampe

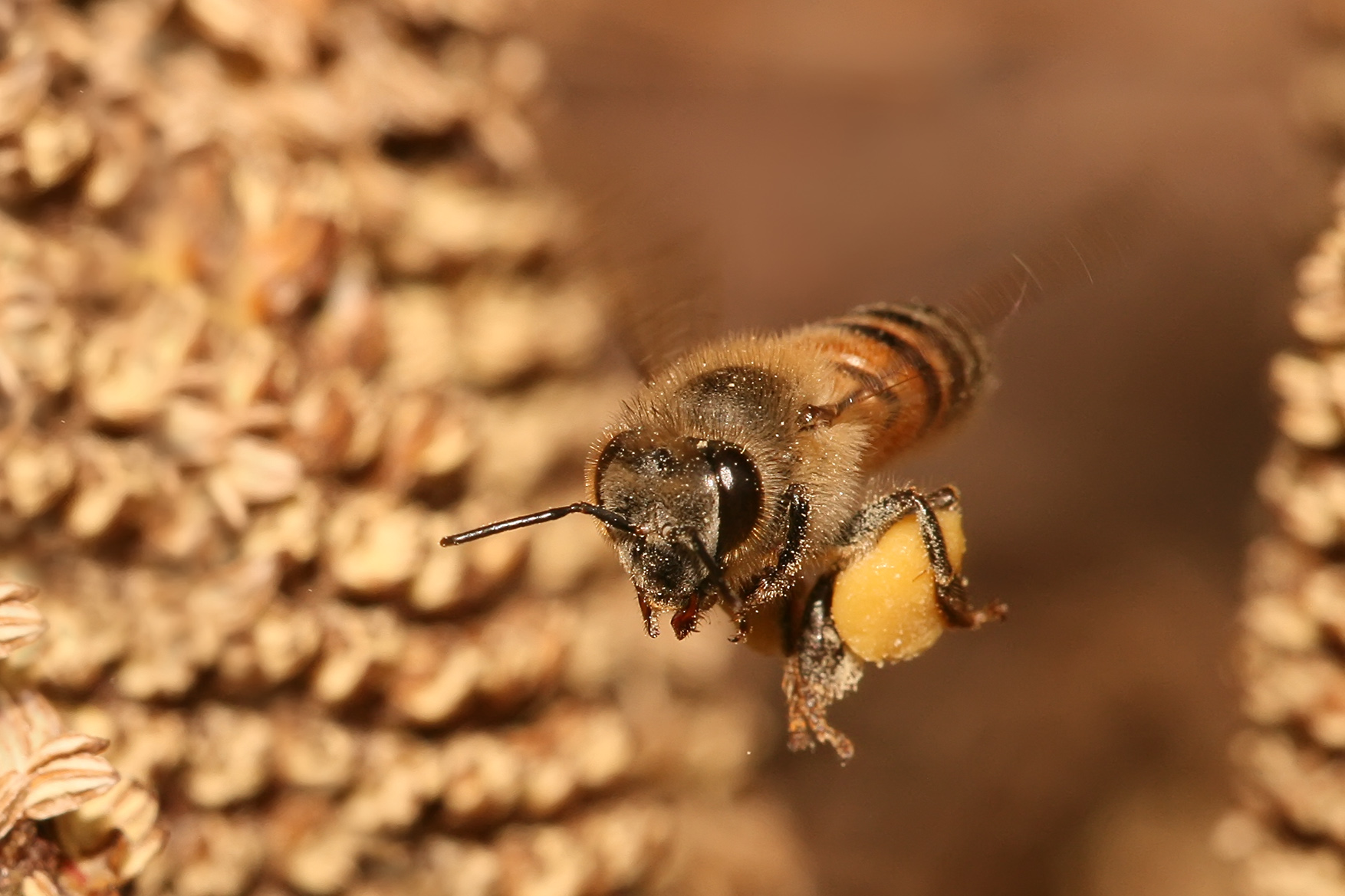
Un'ape riporta il polline accumulato nella cestella all'alveare.

La zampa di Apis mellifera porta un tarso 5-articolato con pretarso con 2 unghie e arolio.
Nella zampa anteriore (protoracica), la tibia reca sul margine anteriore della superficie interna una frangia di peli corti e rigidi che costituiscono la spazzola degli occhi, usata dall'ape per pulire gli occhi composti e, inserita sul suo margine distale esterno, una spina mobile piatta detta sperone o raschiatoio semicircolare provvisto di spine disposte circolarmente a pettine, che si sviluppa sul margine interno del primo articolo del tarso. Quando la zampa si piega, lo sperone chiude l'apertura dell'incavo delimitando, in tal modo, un foro attraverso il quale l'ape fa passare l'antenna per pulirla e liberarla dalla polvere e dai granuli di polline. Lunghi peli distribuiti sul basitarso formano la spazzola del polline che l'ape usa per raccogliere i granuli pollinici dalle parti anteriori del corpo: incrociando le zampe l'ape spinge il polline dentro la cestella aiutandosi con la spazzola del polline situata sul primo articolo del tarso, che è particolarmente sviluppata.
Nella zampa media (o mesotoracica), il tarso appiattito è provvisto anch'esso di una spazzola del polline per asportare i granuli pollinici dalle zampe anteriori e dal corpo; e l'estremità distale interna della tibia reca uno sperone o spina tibiale che l'ape usa come leva per staccare le lamelle di cera, secrete dalle ghiandole situate nella regione sternale dell'addome e le pallottoline di polline dalle cestelle quando, giunta nell'alveare, deve scaricarle e disporle nelle apposite celle, come dispositivo di pulizia per liberare dai corpi estranei le ali e gli spiracoli tracheali, ecc.
Nella zampa posteriore (o metatoracica), la larga tibia presenta esternamente una lieve concavità marginata da forti e lunghi peli incurvati, che forma la cestella (o cestello o corbella o corbicula) dove l'ape accumula il polline per trasportarlo nell'alveare. In corrispondenza della articolazione tibio-tarsale, il margine distale libero della tibia, provvisto di un pettine o spazzola della cera, formato da numerose grosse spine e il margine prossimale libero del tarso, provvisto di peli e ricurvo a forma di becco (sperone tarsale o auricola), formano una pinza tibio-tarsale che serve per raccogliere le lamelle di cera dall'addome. La faccia esterna del basitarso è provvista di peli collettori per raccogliere i granuli pollinici dalle parti posteriori del corpo e la sua faccia interna reca una decina di serie trasversali di spine brevi e robuste, rivolte verso il basso, che costituiscono la spazzola del polline o scopa.

### Torace
Nell'ape si ha un grande sviluppo del mesotorace, suddiviso in scleriti secondari e con il noto distinto in una porzione anteriore prescuto-scutale e in una posteriore scutello-postscutellare. Modesto sviluppo del protorace. Il primo urite ha perduto la regione sternale ed è venuto ad accollarsi al metanoto, entrando a far parte integrante del torace (epinoto o propodeo), cosicché il torace medesimo, veduto dorsalmente, appare costituito da 4 anziché 3 regioni tergali.

### Addome
L'addome dell'ape è costituito da 7 segmenti (o uriti da urà (coda)), dei quali, però, solo alcuni morfologici e visibili esternamente (con il decimo comunemente ridotto o membranaceo o fuso con il nono).
Il primo urotergo e le sue aree laterali si sono integrati con il torace formando, in questo tagma, un quarto tergo che ha preso il nome di propodeo o epinoto. Conseguentemente la parte rimanente dell'addome, dal secondo urite indietro (detta gastro) si collega con il propodeo mediante un peduncolo detto peziolo.
Il VII urosterno funziona sempre da lamina sottogenitale. VIII e IX urite non risultano distinti quali scleriti a sé stanti. IV e VII prosterno ciascuno con due larghe aree ovoidali (specchi) attraverso i quali passa la cera fluida attraversando la loro sottile cuticola. La ghiandola di Nasonov è sita sotto la membrana intersegmentale, tra il VI e il VII urotergo e sbocca nella parte anteriore di quest'ultimo.

### Pungiglione
All'estremità distale del corpo dell'ape è presente l'aculeo o pungiglione, un ovopositore modificato di cui sono provviste solo le operaie e la regina. È formato da uno stilo lungo e sottile che nella parte prossimale si allarga in un bulbo cavo. Lo stilo è formato da una guaina a doccia che si prolunga con il bulbo e abbraccia due stiletti slanciati e seghettati per la presenza di una decina di denti rivolti all'indietro. Gli stiletti e la guaina delimitano un canale che si apre all'estremità dello stilo, ai lati del quale si trovano le due valve dell'aculeo dotate di numerose piccole spine e di sensilli. L'apparato del pungiglione comprende:
- una guaina dorsale cava;
- uno stilo o dardo, costituito da due stiletti o aghi o lamelle, ciascuno dei quali è provvisto di circa 9 dentelli con la punta rivolta all'indietro che trattengono lo stilo nella ferita (quando questa è inferta in tessuti elastici e molli, come quelli dei mammiferi) ed è percorso ventralmente da un solco che permette loro di scorrere l'uno sull'altro sotto l'azione dei muscoli situati alla loro base interna e di penetrare così alternativamente e sempre più profondamente nei tessuti della vittima;
- 2 processi digitiformi rivolti all'indietro quando l'aculeo è protratto e disposti ai suoi lati quando è retratto, i quali sono chiamati appendici palpiformi o palpi dell'aculeo, poiché sono considerati come organi di senso che comunicano all'ape quando l'addome è a contatto con il corpo in cui essa vuole infiggere il suo aculeo;
- un grande sacco del veleno mediano, alimentato da una ghiandola acida (formata da due masse ghiandolari) e da una ghiandola alcalina, il cui secreto viene miscelato e iniettato nella ferita al momento della puntura.

Fra i componenti identificati del veleno vi sono: istamina (una sostanza che determina reazioni allergiche), melittina (una proteina farmacologicamente attiva), fosfolipasi A (un enzima che idrolizza i fosfolipidi), ialuronidasi (un complesso enzimatico di natura proteica che depolimerizza l'acido ialuronico facilitando lo scambio dei liquidi attraverso il tessuto connettivale), apamina (un peptide basico ricco di zolfo).
Quando l'ape operaia infigge il suo pungiglione nel tessuti di un vertebrato, essa non può più estrarlo a causa degli uncini di arpionamento rivolti all'indietro, come le punte della lancia di un fucile subacqueo. L'ape, allontanandosi, strappa i propri tessuti: insieme al pungiglione, allora, essa lascia anche le annesse ghiandole velenifere, muscoli, gangli nervosi e la ghiandola che emette il feromone di allarme (a base di acetato di amile); in seguito a tali menomazioni, la morte della pungitrice non può che avvenire in pochi minuti. L'aculeo che rimane nella ferita è in grado di fungere da arma automatica, continuando da solo la penetrazione nella ferita e a iniettare il veleno, mentre la ghiandola continua a emettere il feromone di allarme; quest'ultimo richiama le altre operaie e le induce ad aggredire, a loro volta, la vittima.

## Anatomia

### Apparato digerente
Alla faringe segue l'esofago, un lungo e sottile tubo che, dopo avere attraversato tutto il torace, entra nell'addome; qui si slarga a formare l'ingluvie o "borsa melaria", notevole serbatoio dalle pareti estensibili. All'ingluvie segue il proventricolo (con cui termina l'intestino anteriore o stomodeo, comprendente la faringe, l'esofago con l'ingluvie e il proventricolo) il quale si apre nell'ingluvie mediante un dispositivo valvolare costituito da 4 bande delimitanti un'apertura a X (e perciò denominato valvola a X), che favorisce il passaggio dell'alimento nello stomaco e impedisce il rigurgito. La valvola a X fa sì che il miele non fluisca oltre, nel tubo digerente e venga quindi digerito; essa impedisce al nettare e al miele di entrare nell'intestino medio quando non si rendono necessari come alimenti e di impedire al contenuto dell'intestino di riversarsi nell'ingluvie quando l'ape rigurgita il miele contenuto in essa. L'operaia, infatti, quando ha fame, apre la valvola e si somministra la sua razione.
L'intestino medio o mesenteron, detto anche stomaco o ventricolo o ventricolo chilifero, è tappezzato da uno strato di cellule epiteliali deputate alla secrezione dei succhi digestivi per la digestione dell'alimento e all'assorbimento delle sostanze digerite. L'intestino posteriore o proctodeo, comprende l'intestino tenue e l'intestino retto. L'intestino tenue, in cui si apre l'intestino medio mediante la valvola pilorica, riceve nel suo tratto iniziale lo sbocco di circa 100 tubi malpighiani, lunghi e contorti, deputati all'espulsione dei cataboiliti. L'intestino retto comprende una parte prossimale, la cui parete è percorsa da cordoni longitudinali detti papille rettali e aventi una funzione imprecisata e una porzione distale voluminosa, chiamata ampolla rettale, in cui vengono accumulate le feci per essere espulse attraverso l'ano nei cosiddetti “voli di purificazione” (le api non evacuano all'interno dell'alveare, ma in volo).

### Apparato respiratorio
Apis mellifera è una specie olopneustica, poiché possiede 10 paia di stigmi, 2 nella regione pleurale del II e III segmento toracico e 8 nelle regioni laterali degli uriti (addome).

### Apparato circolatorio
Il vaso dorsale si presenta differenziato in un primo tratto addominale (cuore) a fondo cieco e ricco di fibre muscolari circolari e longitudinali ed è, a sua volta, suddiviso in camere (4-5 ventricoliti); ogni camera cardiaca è munita di un paio di aperture a valvola (ostioli) che favoriscono l'entrata dell'emolinfa dalla cavità. Il cuore si continua in avanti con un tubo che si estende fino nel capo (aorta). L'aorta presenta pareti sottili e lisce non forate ed è spesso ramificata, soprattutto nel capo.

### Sistema nervoso
Il cervello delle api occupa un volume di circa 1 mm³ e pesa circa 1 mg, cioè 1/100 del peso dell'ape. Il numero totale di neuroni nel cervello è stimato in 950 000. I principali territori del cervello dell'ape sono i lobi ottici, i lobi antennali, i corpi fungiformi e il complesso centrale.

## Corredo genetico dei membri della colonia
Apis mellifera è specie aplo-diploide in quanto il maschio è aploide, derivante da uova non fecondate e la femmina è diploide, derivante da uova regolarmente fecondate. Il corredo cromosomico è 2n=32, e i maschi, quindi, sono portatori del solo corredo n=16 di derivazione materna. La determinazione aplo-diploide del sesso, caratteristica nelle formiche, vespe e api (Hymenoptera Formicoidea, Vespoidea e Apoidea) secondo alcuni autori sarebbe particolarmente favorevole alla evoluzione sociale, e spiegherebbe perciò il suo ripetuto comparire nell'ambito di questi gruppi.
Le madri e le figlie hanno in comune 1/2 dei geni, le sorelle ne hanno i ¾; conseguentemente, le figlie risultano meglio predisposte ad aiutare la madre a prolificare ulteriormente che non a prolificare esse stesse, favorendo la nascita di individui che, per i ¾, hanno il loro medesimo corredo genetico. Sarebbe questa una spiegazione del perché, negli Imenotteri sociali, i maschi non sono “socializzati”, mentre lo sono negli Isotteri, i cui maschi sono invece diploidi. Negli Imenotteri, infatti, i maschi e le loro figlie hanno in comune 1/2 dei geni ereditari, i maschi e le loro sorelle e fratelli solamente ¼ dei geni.
Il condizionale è obbligatorio perché in questo filo di ragionamento non si tiene conto del fatto che nella sua spermateca la regina trattiene in realtà lo sperma non di uno solo, ma finanche di 25 fuchi diversi.
Sono stati documentati i meccanismi genetici che determinano l'indirizzo di sviluppo di una giovane ape in operaia oppure in regina. Legando una serie di immagini che descrivono quali geni sono attivi, sono stati individuati con esattezza i meccanismi con i quali gli ormoni, stimolati da fattori ambientali, nutrizionali e feromonici, fanno sì che le larve attivino i geni necessari a compiere il loro destino. Ciò rappresenta la prima visione su scala genomica di questo tipo di sviluppo. Le femmine di Apis mellifera, infatti, cominciano la loro esistenza come larve bipotenziali, sebbene ospitate in celle diverse, con la capacità cioè di formarsi nella morfologia e anatomia di entrambe le caste, quella delle operaie o quella delle regine (questa potenzialità è detta polifenismo). Il risultato è stato ottenuto utilizzando profili di espressione dei geni noti come «array»; con essi è stato possibile stabilire esattamente quali geni fossero attivi durante lo sviluppo delle larve. Dalle osservazioni si è potuto concludere che le larve destinate a diventare regine sembrano attivare un insieme distinto di geni legati alla casta, inclusi quelli responsabili del metabolismo e della respirazione. Nel caso delle api operaie, viceversa, continuano a esprimersi i geni tipici della fase giovanile di larva. La differenza nell'espressione dei geni porterebbe alle differenze morfo-anatomiche e funzionali (Evans).
I geni regolerebbero molto da vicino il comportamento delle api, al punto che l'occupazione e il ruolo di una singola ape può essere prevista conoscendo il profilo dell'espressione genica nel suo cervello. Un complesso studio molecolare su 6878 differenti geni, replicati con 72 microarray di cDNA, che hanno catturato l'essenza dell'attività genica del cervello delle api ha rivelato che, anche se la maggior parte delle differenze nell'espressione genica era molto piccola, erano osservabili cambiamenti significativi nel 40 % dei geni studiati. Le microarray hanno consentito di studiare l'attività dei geni generando misure simultanee dell'RNA-messaggero, che riflette i livelli dell'attività delle proteine. Il mRNA si lega a siti specifici sulle array, consentendo la misura dell'espressione di migliaia di geni. Quindi vi è una chiara impronta molecolare nel cervello delle api associata in modo consistente con il comportamento specifico dell'individuo e questo fatto dà un'immagine del genoma come entità dinamica, coinvolta nella modulazione del comportamento nel cervello adulto (da Robinson).

## Le costruzioni delle api
La cera è la sostanza fondamentale dell'attività costruttiva dell'alveare. I meccanismi di produzione della cera furono al centro dell'interesse di numerosi biologi e furono esaurientemente descritti nel primo decennio del Novecento. La costruzione dei favi prende avvio sempre dall'alto e poi via via si sviluppa in maniera ellissoidale, assumendo una vaga forma di goccia. Le api si raggruppano in un ammasso detto glomere cerigeno, in cui la maggior parte delle api è occupato a mantenere una temperatura di 35 °C al centro, dove alcune api provvedono alla costruzione vera e propria. Quando le api non hanno bisogno di fare calore (ad esempio, se la T° ambientale è superiore a quella ottimale o se viene fornito sperimentalmente) si possono notare catene di api immobili, attaccate le une alle altre; si suppone che ciò serva a indicare le zone da costruire. L'ape che costruisce secerne la cera dall'addome, dove ha delle ghiandole sericere. La cera assume presto la consistenza di una scaglia, che le api attaccano alla spazzola per il polline e quindi la prendono con la mandibola. A questo punto la rielaborano con liquidi contenenti enzimi prodotti dalle ghiandole mandibolari e depositano l'impasto sui bordi delle cellette in costruzione. In genere, quand'è possibile, le api costruiscono i favi in modo da orientarli da nord a sud. I favi naturali sono spessi circa 25 mm; vengono distanziati l'uno dall'altro di circa 38 mm e talvolta vengono saldati assieme mediante delle costruzioni irregolari. Ogni faccia può contenere fino a 415 celle da operaia e 350 da fuco. Le celle hanno un'inclinazione verso l'alto che varia tra i 9° e i 14°, il fondo non è piatto ma incavato fra tre celle dell'altra faccia. La forma delle celle è perfettamente esagonale. Pur rispondendo a un istinto, le api sono in grado di adattare la loro attività costruttiva a diverse situazioni non dipendenti da loro: ad esempio allungando, accorciando le celle, eccetera. Recenti studi hanno provato il ruolo della regina nello stimolare l'attività di costruzione e produzione di cera delle operaie tramite la diffusione di appositi feromoni.

## Il "linguaggio" delle api
La peculiare organizzazione sociale della famiglia, che è dal punto di vista biologico da considerarsi come un superorganismo ovvero come una sola entità composta da migliaia di individui strettamente interdipendenti, necessita ovviamente di un potente sistema di comunicazione. Le modalità di comunicazione delle api sono a tutt'oggi sotto studio, ma molto è stato chiarito. Le api hanno una comunicazione di tipo semiochimico mediante i feromoni e una di tipo fisico: le cosiddette "danze" che le api attuano per comunicare un ben determinato messaggio alle compagne.

### Le danze
La scoperta delle danze si deve a Karl von Frisch che per i suoi studi decennali sul fenomeno fu onorato del premio Nobel per la medicina nel 1973. Egli si era accorto della presenza di una qualche forma di comunicazione con il seguente esperimento: metteva una soluzione zuccherina nei pressi dell'alveare e delicatamente marchiava il torace della prima ape ad accorgersene. Quando, a distanza di un certo tempo, le api affluivano numerose, regolarmente l'ape marchiata mancava. Frisch, dopo aver ripetuto l'esperimento più volte ottenendone il medesimo risultato, giunse alla conclusione obbligata che l'ape doveva aver comunicato alle compagne la posizione esatta della fonte di cibo. Si mise quindi al lavoro per scoprire la modalità con cui le api si passavano l'informazione. A tal fine si servì di una speciale arnia sperimentale di vetro, grazie alla quale scoprì una serie di tipi di danze.

#### La danza circolare
Quando individua una fonte di cibo, posta a 50–100 m, l'ape lo comunica alle compagne con la danza circolare, che inizia a eseguire non appena ha scaricato gran parte del raccolto. Si muove con passi piccoli ma rapidi sulla superficie del favo, descrivendo cerchi stretti e variando spesso direzione. Dopo un periodo di danza che può durare pochi secondi o anche un minuto, l'ape rigurgita una gocciolina di nettare. L'ape ripete la danza diverse volte in vari punti dell'alveare, dopodiché esce e riprende la sua attività esplorativa. Le api escono numerose; il messaggio che è stato loro dato è: uscite e cercate, nei dintorni dell'arnia, un cibo come quello che vi ho portato.

#### La danza dell'addome o danza a 8

La danza dell'ape

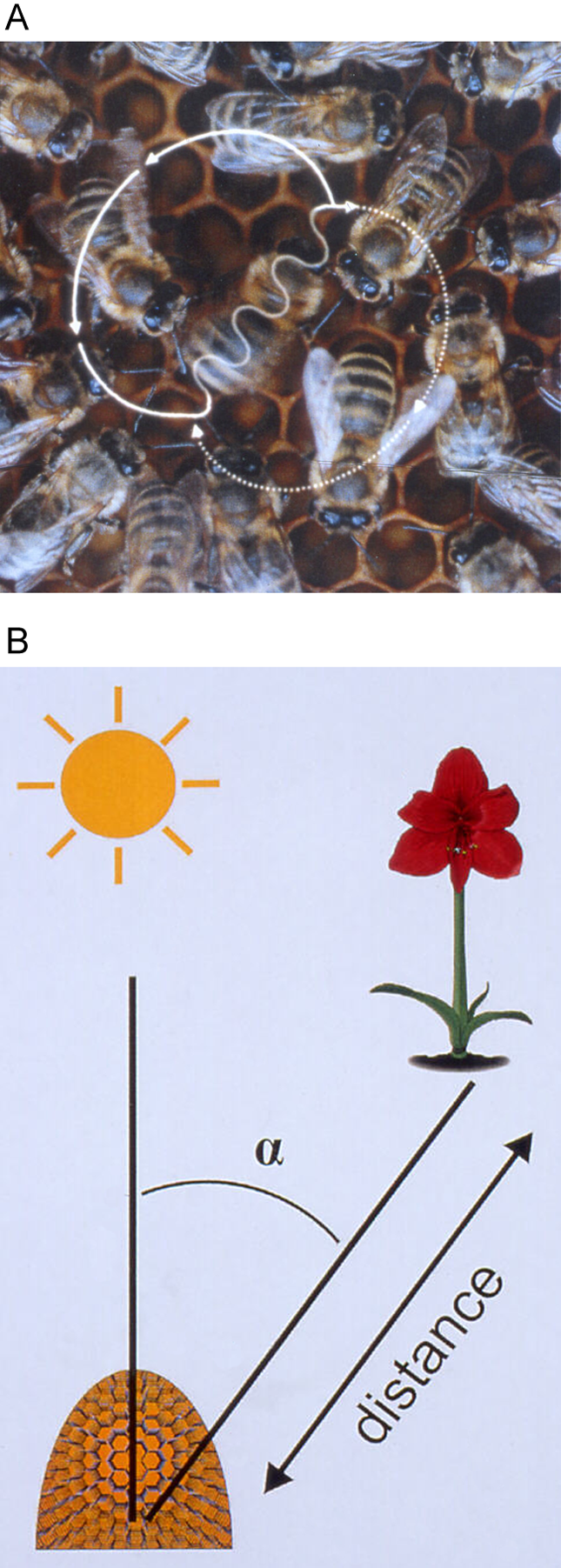

Ben più complessa della precedente, la danza dell'addome comunica alle compagne non solo che c'è una fonte di cibo, ma anche l'esatta posizione della stessa. Viene usata nel caso in cui la fonte si trovi a una distanza dall'alveare maggiore di una certa soglia che varia con la sottospecie; poiché le api si spingono fino a un raggio di tre chilometri dall'alveare, giocoforza il contenuto informativo dev'essere maggiore. Le api percorrono rapidamente un breve tratto rettilineo agitando l'addome, poi eseguono una evoluzione rotatoria a sinistra tornando al punto di partenza, percorrono ancora il tratto rettilineo agitando l'addome e compiono l'evoluzione rotatoria a destra. Questo schema viene ripetuto molte volte.
All'inizio degli studi scientifici sulla danza dell'addome, si ipotizzò che la distanza della fonte di cibo dall'alveare fosse indicata dal numero di evoluzioni compiute in certo intervallo di tempo e dalla durata dell'agitazione addominale. Studi successivi hanno invece mostrato che la distanza è indicata solamente dalla durata dell'agitazione addominale. La durata della fase oscillatoria aumenta con l'aumentare della distanza, tuttavia questo aumento avviene in modo proporzionale soltanto per le prime centinaia di metri, poi avviene in maniera più graduale e le informazioni sulla distanza di destinazioni remote risultano, di conseguenza, meno precise. Von Frisch misurò una durata della fase oscillatoria di 0,5 secondi per una distanza di 300 m, di 1 s per 500 m, di 2 secondi per 2000 m e così via. La distanza viene valutata dalle api in base al flusso ottico. Questo è generato dalle immagini degli oggetti che si muovono sulle varie facce della superficie dell'occhio composto dell'ape mentre essa vola. Maggiori sono le variazioni percepite nel flusso ottico, maggiore è la distanza misurata dall'ape.
La direzione della fonte di cibo è indicata dalla direzione del tratto orizzontale della danza. Normalmente le danze avvengono su un favo verticale in un alveare buio, dove l'unico riferimento è la gravità. Quindi, per indicare la posizione della fonte di cibo, l'angolo formato dal percorso in volo dall'alveare al cibo e dalla direzione del sole rispetto all'alveare viene tradotto nella danza in un angolo tra la direzione del tratto orizzontale della danza e la direzione verticale (vedi figura). Per esempio se la fonte di cibo sta nella stessa direzione del sole il tratto rettilineo della danza è percorso verso l'alto, se il cibo è in direzione opposta al sole il tratto rettilineo è percorso verso il basso, se il cibo è a 60° a sinistra del sole anche il tratto rettilineo lo sarà rispetto alla verticale.

### I feromoni

#### Feromoni delle operaie

##### Feromone di Nasonov
Il feromone di Nasonov (scoperto nel 1883 dallo scienziato russo Nikolaj Viktorovič Nasonov), è prodotto dalle api operaie per guidare le api bottinatrici di ritorno verso il loro alveare. Per immettere nell'aria questa sostanza odorosa le api sollevano il loro addome, che contiene la ghiandola odorifera di Nasonov a livello della membrana intersegmentale fra il sesto e il settimo tergite e lo disperdono battendo le ali vigorosamente.
Il feromone di Nasonov include nella sua composizione un vario numero di differenti terpenoidi, fra i quali il geraniolo, l'acido nerolico, il citrale e l'acido geranico. Le api seguono le tracce di questa sostanza per ritrovare il loro alveare e la depositano sui fiori in modo che altre api della stessa colonia possano trovarvi il nettare.
Il feromone di Nasonov può essere sintetizzato in laboratorio combinando citrale e geraniolo in proporzione di 2:1 ed è utilizzato in apicoltura, per attrarre uno sciame di api verso un alveare preparato per ospitarle o una cassetta per la cattura e il trasferimento.

##### Feromone cuticolare
Si tratta di un complesso di odori dati dalla somma dell'odore di famiglia e dell'odore dell'ape, caratteristico a seconda dell'età. Quest'ultimo odore non dipende dalla famiglia, ma presenta le stesse caratteristiche per tutte le razze di api studiate. Tale odore consente alla famiglia di avere letteralmente a disposizione l'anagrafe della popolazione e di conseguenza delle sue esigenze.

#### Feromoni dei fuchi
Anche i fuchi producono almeno un feromone, attraverso la ghiandola mandibolare. La secrezione emessa da tale ghiandola risulta attrattiva per altri fuchi in volo. La struttura della ghiandola risulta variare con l'età. Al settimo giorno di vita la ghiandola è pienamente attiva. Dopo nove giorni cessa la sua attività e la secrezione viene immagazzinata nel lume ghiandolare per successive emissioni durante i voli di accoppiamento.

## Regolazione del microclima nell'alveare
Quando un alveare, in estate, comincia a surriscaldarsi, numerose api si mettono insieme per rinfrescarlo e per mantenerne la temperatura interna a circa 33 °C, adatta all'allevamento della covata e necessaria per fare evaporare l'acqua in eccesso dal miele contenuto nelle celle aperte (il miele contiene circa il 17% di acqua). Dapprima le api agitano vigorosamente le loro ali, ventilando l'alveare; ma quando il tempo è secco e via via che la temperatura esterna si innalza, trasportano acqua all'interno dell'alveare; l'evaporazione umidifica e rinfresca la colonia.
Le api eseguono questa operazione allo stesso modo di come riversano acqua nel miele, cioè facendola scendere goccia a goccia dalla loro bocca. Questo sistema di refrigerazione per mezzo dell'acqua spesso produce una notevole stabilizzazione della temperatura: un alveare in pieno sole ha una temperatura interna di 35 °C anche quando quella esterna raggiunge i 71 °C. Le bottinatrici raccolgono l'acqua e le giovani api funzionano da spruzzatori, distribuendo le gocce portate dalle vecchie raccoglitrici. Nei brevi momenti in cui ritornano all'alveare per depositare le gocce, le raccoglitrici vengono anche informate se occorre continuare il trasporto d'acqua. Per tutto il tempo durante il quale continua il surriscaldamento, le giovani spruzzatrici si danno da fare e prendono l'acqua con molta enfasi. Questo fatto indica alle raccoglitrici che è necessaria altra acqua e queste compiono un altro viaggio di approvvigionamento. Se invece l'alveare è stato sufficientemente rinfrescato, quando le raccoglitrici ritornano le api spruzzatici non mostrano più enfasi e le raccoglitrici non escono più per un altro carico. Durante l'inverno, quando il miele immagazzinato viene usato come alimento (occorrono circa 30 kg di miele per permettere a una colonia di superare l'inverno), le api si ammassano assieme formando un aggruppamento a forma di palla, detto glomere, metà da un lato e metà dall'altro di una serie di favi e producono calore mediante movimenti attivi del corpo e delle ali. I glomeri si formano a una temperatura di 14 °C o inferiore e riescono a innalzare la temperatura dell'alveare fino a 24-30 °C, anche quando la temperatura esterna è inferiore a 0 °C. Le api al centro, essendo isolate dagli strati di altre api aggruppate intorno a loro, stanno assai calde, poiché la temperatura nell'interno del glomere può essere mantenuta anche a 38 °C. Le api cambiano continuamente di posizione, cosicché ciascun individuo si sposta gradualmente dalla zona esterna fredda del glomere a quella interna calda e poi retrocede. Questa formazione dura per tutta la stagione fredda, spostandosi gradatamente sulle superfici dei favi e nutrendosi del cibo immagazzinato. Temperature molto basse possono tuttavia immobilizzare le api e farle morire di fame, anche se hanno a disposizione il cibo necessario.
In un ambiente freddo, una singola ape è assolutamente incapace di conservare alta la temperatura del proprio corpo. Gli insetti sono animali pecilotermi e la temperatura interna è in accordo con quella esterna, diversamente da uccelli e mammiferi che sono omeotermi, cioè in grado di autoregolare la propria temperatura interna mediante meccanismi fisiologici. Si vede qui tutta l'importanza dell'evoluzione sociale delle api, le quali, nei giorni invernali con temperature più miti e sin dal cominciare della primavera possono sfruttare risorse precluse ad altre specie, in quanto dispongono sempre di individui adulti. Inoltre la popolazione dell'alveare non deve essere ricostituita daccapo ogni anno e anche il lavoro delle generazioni precedenti per la costruzione del nido viene ereditato dalle generazioni successive.

## Dispersione antropocora (dovuta all'uomo)
Apis mellifera è originaria dell'Egitto e delle regioni situate poco più a est. Nel Pleistocene (circa 2 milioni di anni fa) si è suddivisa in 24 sottospecie che oggi formano tre gruppi ben riconoscibili: uno del Mediterraneo occidentale (Italia compresa), uno del Mediterraneo orientale e uno dell'Africa tropicale.
Dal 1600 al 1900 vari ceppi di api mediterranee sono stati introdotti sia in Nord-America, con successo, sia in Sud-America, ma con scarso successo.
Nel 1956 furono portate in Brasile 47 regine della sottospecie africana Apis mellifera scutellata, allo scopo di creare ibridi locali dotati di caratteristiche migliori. Ma gli ibridi ottenuti si dimostrarono piuttosto aggressivi e troppo inclini ad abbandonare il nido in seguito al disturbo arrecato dalle normali operazioni di apicoltura. Casualmente sfuggito in natura il nuovo ceppo invase gran parte del Sud-America, poi il Centro-America fino a giungere negli Stati Uniti, entrando rovinosamente in contatto con i ceppi mediterranei.
Oggi i biologi che lottano contro questa e altre forme indesiderate, procedono al riconoscimento delle diverse sottospecie facendo uso della RFLP (Restriction Fragment Length Polymorphism), tecnica che mette in evidenza i polimorfismi a livello di DNA mediante taglio con enzimi di restrizione.

## Filogenesi
La tassonomia descrive varietà geografiche o sottospecie comprendenti più di trenta razze.
Il genoma di Apis mellifera è stato di recente interamente sequenziato.

### Linee filogenetiche
Tutte le sottospecie di Apis mellifera sono raggruppate in tre gruppi filogenetici derivanti dalle osservazioni morfologiche e dall'analisi del DNA mitocondriale
- Tipo C. Gruppo Carniola.
  - Apis mellifera ligustica
  - Apis mellifera macedonica
  - Apis mellifera cecropia
  - Apis mellifera carnica
- Tipo M. Gruppo Mediterraneo.
  - Apis mellifera iberica
  - Apis mellifera intermissa
  - Apis mellifera mellifera 
  - Apis mellifera sahariensis
- Tipo A Gruppo Africano.
  - Apis mellifera adamsonii
  - Apis mellifera capensis
  - Apis mellifera litorea 
  - Apis mellifera monticola
  - Apis mellifera sicula
  - Apis mellifera scutellata
  - Apis mellifera unicolor
- Tipo Y Gruppo del Nordest Africano. Etiopia.
  - Apis mellifera jemenitica, yemenitica.
- Tipo O. Gruppo Medio Oriente.
  - Apis mellifera lamarckii
  - Apis mellifera syriaca
  - Apis mellifera caucasica
  - Apis mellifera adamii o Apis mellifera adami
  - Apis mellifera anatoliaca
  - Apis mellifera armeniaca
  - Apis mellifera cypria
  - Apis mellifera meda

Tra le sottospecie più importanti sono da menzionare:

### Sottospecie originarie dell'Europa
- Apis mellifera ligustica Spinola, 1806 o Ape italiana. È una razza molto comune e distribuita in tutti i continenti per l'azione dell'uomo. La sua area di distribuzione naturale comprende la penisola Italiana a esclusione della Sicilia.
- Apis mellifera sicula Montagno, 1911 o Ape siciliana. La sua area di distribuzione naturale è la provincia di Trapani.
- Apis mellifera mellifera Linnaeus, 1758 o Ape nera europea. La sua area di distribuzione comprende la maggior parte del nord Europa, Francia, Germania, Danimarca, Svezia, ecc. È la razza o sottospecie con cui venne inizialmente popolato il continente americano e per tale motivo in Sudamerica venne denominata "Ape creola". In Italia è presente nelle zone di confine con la Francia spesso in ibridazioni con l'ape ligustica.
- Apis mellifera carnica Pollmann, 1879 o Ape carnica. La sua area di distribuzione naturale è l'area danubiana. In Italia è presente nelle zone di confine con la Slovenia e l'Austria spesso in ibridazioni con l'ape ligustica.
- Apis mellifera caucasica Gorbachev, 1916 o Ape caucasica. Diffusa sulle montagne del Caucaso.
- Apis mellifera iberica Michael S. Engel, 1999 o Ape spagnola. La sua area di diffusione naturale è la penisola Iberica.
- Apis mellifera cypria Pollmann, 1879. Presente nella sola isola di Cipro.
- Apis mellifera cecropia Kiesenwetter, 1860 o Ape Greca del Sud. Presente nella Grecia sudorientale.
- Apis mellifera remipes Carl Eduard Adolph Gerstäcker, 1862. L'areale è compreso tra il Caucaso e il Mar Caspio.

### Sottospecie originarie dell'Africa

#### Sottospecie paleartiche
Sono presenti a nord del deserto del Sahara
- Apis mellifera sahariensis Philippe Jean Baldensperger, 1932 o Ape del Sahara. L'areale comprende le oasi del deserto del Marocco nel nordest del Sahara.
- Apis mellifera intermissa Hugo Berthold von Buttel-Reepen, 1906 o Ape del Magreb. L'areale si estende dal Marocco alla Tunisia.
- Apis mellifera lamarckii Lepeletier, 1906 o Ape d'Egitto. L'area di distribuzione naturale segue la valle del Nilo tra Egitto e Sudan.
- Apis mellifera major Ruttner, 1978 o Ape del Marocco. È presente sulle montagne del nordest del Marocco. Questa sottospecie potrebbe essere considerata una variante genetica di A. m. intermissa, dalla quale si differenzia pe alcuni particolari anatomici.

#### Sottospecie afrotropicali
- Apis mellifera scutellata Lepeletier, 1836. La sua area di distribuzione naturale comprende l'Africa centrale e dell'ovest. Questa razza venne accidentalmente introdotta in Brasile nel 1956 e i suoi ibridi con l'ape creola hanno dato origine all'Ape africanizzata.
- Apis mellifera capensis Eschscholtz, 1822 o Ape del Capo. L'area di distribuzione è il Sudafrica.
- Apis mellifera adamsonii Latreille, 1804. Si può trovare in Nigeria e Burkina Faso. Citata erroneamente come la sottospecie ibridatasi in Sudamerica originando l'Ape africanizzata.
- Apis mellifera unicolor Latreille, 1804, Madagascar.
- Apis mellifera litorea Smith, 1961, Kenya.
- Apis mellifera nubica Lepeletier, Sudan.
- Apis mellifera jemenitica Ruttner, 1976. L'areale comprende i territori di Yemen, Oman, Somalia, Uganda e Sudan.
- Apis mellifera woyi-gambella, Gambella in Etiopia.
- Apis mellifera bandasii, Etiopia.
- Apis mellifera monticola Smith, 1961. Scoperta sulle montagne africane ad altezze tra i 1500 e i 3000 m. Monte Elgon, Monte Kilimanjaro, Monte Kenya, Monte Meru. Kenya. Tanzania

### Sottospecie originarie della transizione Europa-Asia
- Apis mellifera macedonica Ruttner, 1988 o Ape greca del Nord. Il suo areale corrisponde al nordest della Grecia
- Apis mellifera anatoliaca Maa, 1953 o Ape turca.
- Apis mellifera meda Alexander S. Skorikow, 1829 o Ape persiana. La si può trovare in Iraq.
- Apis mellifera adamii Ruttner, 1977 o Ape di Creta. L'areale coincide con l'isola di Creta.
- Apis mellifera armeniaca o Ape armena. È diffusa in Medio Oriente.
- Apis mellifera syriaca Skorikov, 1829 o Ape di Siria. Medio Oriente e Palestina.
- Apis mellifera pomonella Sheppard & Meixner, 2003. Endemica delle montagne del Tian Shan in Asia centrale. È l'ape mellifera con l'areale più a est di tutte le sottospecie.
- Apis mellifera ruttneri Sheppard et al., 1997 o Ape di Ruttner. La ritroviamo nell'isola di Malta.

Sottospecie meno note sono le seguenti:
- Apis mellifera banatica. Presente nell'ex Iugoslavia.
- Apis mellifera taurica Alpatov, 1935.
- Apis mellifera artemisia Engel, 1999.

### Ibridi tra le sottospecie di Apis mellifera
- Ibridi naturali
  - Ape africanizzata
- Ibridi artificiali
  - Apis mellifera x Buckfast. Ibrido prodotto dal famoso padre Adam. Conosciuta come Ape Buckfast
  - Apis mellifera x Cordovan. Ibrido di A. m. ligustica nota per la sua particolare colorazione.
  - Apis mellifera x Midnight. Ibrido tra A. m. caucasica e Apis m. carnica.

### Razze o sottospecie Mediterranee
14 sono le razze che possiamo trovare sulle coste del mar Mediterraneo:
Si dividono nei gruppi:
- Mediterraneo orientale
  - Apis mellifera anatoliaca
  - Apis mellifera adami
  - Apis mellifera cypria
  - Apis mellifera syriaca
- Oriente, Valle del Nilo
  - Apis mellifera lamarckii
- Mediterraneo occidentale
  - Nord Africa
    - Apis mellifera sahariensis
    - Apis mellifera intermissa

  - Ovest e Nord d'Europa
    - Apis mellifera iberica
    - Apis mellifera mellifera
- Mediterraneo centrale e nordest
  - Apis mellifera sicula
  - Apis mellifera ligustica
  - Apis mellifera cecropia
  - Apis mellifera macedonica
  - Apis mellifera carnica

## Antagonisti biologici
Sono riportati alcuni antagonisti biologici delle api:

### Aracnidi
- Misumena vatia - (Araneae)
- Araneus diadematus - (Araneae)
- Thomisus onustus - (Araneae)
- Acarapis woodi - (Acarina)
- Varroa destructor - (Acarina)
- Tropilaelaps clareae - (Acarina)

### Insetti
- Braula coeca - (Diptera)
- Meloe violaceus - (Coleoptera)
- Potosia opaca - (Coleoptera)
- Aethina tumida - (Coleoptera)
- Achroia grisella - (Lepidoptera)
- Galleria mellonella - (Lepidoptera)
- Acherontia atropos - (Lepidoptera)
- Vespa velutina - (Hymenoptera)

### Altri
- Paenibacillus larvae - (peste americana, Gram-positivo)
- Melissococcus pluton - (peste europea, Gram-negativo)
- Nosema apis - Microsporidi